# 77-ма піхотна дивізія (США)
77-ма піхотна дивізія (США) (англ. 77th Infantry Division (United States) — військове з'єднання, піхотна дивізія армії США. Дивізія брала участь у бойових діях Першої та Другої світових війн. Пункт постійної дислокації перебував у Нью-Йорку у Форт-Тоттен, а згодом у Форт-Дікс, Нью-Джерсі.

## Історія
18 серпня 1917 року 77-ма дивізія армії США була створена вперше, особовим складом комплектувалась за рахунок військовозобов'язаних з міста Нью-Йорк та округу Саффолк. До складу дивізії увійшли 153-тя (306-й та 307-й піхотні полки, 305-й кулеметний батальйон) та 154-та (307-й та 307-й піхотні полки, 306-й кулеметний батальйон) піхотні бригади, а також частини та підрозділи артилерії, інженерних військ та зв'язку.
77-ма дивізія була відправлена на Західний фронт у квітні 1918 року, однією із семи дивізій Американських експедиційних сил з 42, що брали участь у бойових діях у Франції. З прибуттям до Європи формування розпочало період інтенсивних тренувань та занять з бойової підготовки, готуючись до воєнних дій. З липня 1918 року дивізія взяла участь у боях біля Шато-Тьєррі, другій битві на Соммі та у Мез-Аргоннській операції під час 100-денного наступу військ союзників на Західному фронті. Загалом дивізія зазнала у боях 10 194 втрати: 1 486 — загиблих та 8 708 — поранених.
У квітні 1919 року розформована.
25 березня 1942 року дивізія «Статуї Свободи» була сформована вдруге на території Сполучених Штатів та 31 березня 1944 року перекинута на Тихоокеанський театр війни на Гаваї.
На Гаваях дивізія інтенсивно займалась бойовою підготовкою, зосереджуючи основні зусилля на проведенні амфібійних операцій та веденні бойових дій в умовах джунглів.
21 липня 1944 року перші підрозділи 77-ї піхотної дивізії у складі 3-го експедиційного корпусу морської піхоти взяли участь у висадці морського десанту на Гуам. У взаємодії з 3-ю дивізією морської піхоти, підрозділи вели запеклі бої за опанування окупованим островом, доки остаточно не звільнили Гуам від японських військ 8 серпня.
З Гуама дивізію перекинули на Нову Каледонію, але на переході морем плани змінились і з'єднання перевезли транспортними суднами прямо на Лейте. 23 листопада 1944 року 77-ма дивізія висадилась на східному березі острову Лейте, де увійшла до складу 14-го корпусу, 6-ї армії. Після нетривалого періоду підготовки піхотна дивізія вела бої за опанування Ормока, Валенсії, Лібунгана, Паломпона. Операції з визволення навколишніх місць тривали аж до 5 лютого 1945 року.
Наступним випробування для дивізії став острів Окінава. З період з 26 по 29 березня 1945 року 77-ма піхотна дивізія здійснила 15 висадок десанту, захопивши групи невеликих островів поблизу — Керама та Кейсе-Шима, які стали підготовчими плацдармами для висадки на Окінаву. З 1 по 15 квітня підрозділи, перебували у відкритому морі, і зазнавали втрат від атак смертників, поки готувались до чергової висадки на острів Лі-Шима.
16 квітня 77-ма дивізія висадилась на острів Лі-Шима, захопила тамтешній аеродром і вступила у криваву битву за опанування панівних висот «Гавермент Хауз Хілл» та «Бладі Рідж». У цих боях загинув відомий американський військовий кореспондент, лауреат Пулітцерівської премії Ерні Пайл, який супроводжував 305-й піхотний полк дивізії в боях. 25 квітня дивізію перекинули на Окінаву на посилення атакуючих американських військ замість знекровленої 96-ї дивізії, яку 1 травня відводили з бою.
Наступ американської піхоти по острову розвивався повільно через затятий опір японських захисників, які влаштували міцні та нездолані перешкоди на шляху противника. 77-ма дивізія у взаємодії з 1-ю дивізією морської піхоти наступала на Шюрі, колишню столицю Рюкюської держави, зайнявши її 29—31 травня.
У червні 1945 року дивізія прикривала правий фланг 24-го корпусу, запечатуючи японські позиції в печерах та схованках. У липні 77-ма дивізія відбула на Себу, Філіппіни, де розпочала підготовку до вторгнення на Японські острови.
Після капітуляції Японської імперії, дивізія у жовтні 1945 року висадилась в Японії, де виконувала окупаційні функції до моменту свого розформування 15 березня 1946 року.